# Josip Jutriša
Josip Jutriša (Martiš Vas, Pregrada, Krapina, 16. veljače 1920. – Strmec, 30. prosinca 1944.) radnik, partizan, narodni heroj.

## Ilegalne akcije u okupiranom Zagrebu
Prije rata, Josip Jutriša je radio u Zagrebu kao mehaničar. Poslije okupacije, uključuje se u rad udarnih grupa u Zagrebu, i sudjeluje u nekim diverzantskim akcijama. U listopadu 1941. godine Jutriša je mobiliziran u domobrane, ali i dalje organizirano radi za NOP. Grupa s kojom je sada bio povezan radila je u Zagrebu po direktivama OK KPH za Krapinu. Zadatak im je bio da prikupljaju oružje i drugi vojni i sanitetski materijal, te da ga otpremaju iz Zagreba partizanima. Pošto je Jutriša bio vozač, u tim je akcijama imao mnogo uspjeha[nedostaje izvor]. Bio je vozač velikog župana Prebega. Uživao je njegovo povjerenje, a poznavali su ga gotovo svi ustaški visoki oficiri[nedostaje izvor].
Osim prikupljanja oružja, grupa je povremeno poduzimala i druge akcije u gradu. Tako su, jednom, upali u stan nekog ustaškog bojnika u Branimirovoj ulici, i ubili ga[nedostaje izvor]. Zatim je sudjelovao u organiziranju akcije u stanu ministra oružanih snaga NDH, generala Vilka Begića, u Petrovoj ulici. Pošto pripadnici grupe nisu našli Begića u stanu, odnijeli su mu sva odlikovanja, a našli su i dva automata i nekoliko pištolja[nedostaje izvor]. Na jednom automatu u vitrini stajala je posveta: „Ministru oružanih snaga NDH, Vilku Begiću — Fuhrer Adolf Hitler" (nalazi se u Vojnom muzeju na Kalemegdanu)[nedostaje izvor]. Jednom, kada je prevozio oružje, Jutriša je u Draškovićevoj ulici pregazio ustašu koji ga je htio zaustaviti. Uspio je pobjeći i spasiti oružje[nedostaje izvor].
U ljeto 1943., otpremio je u Zagorski partizanski odred nekoliko puškomitraljeza i drugo oružje, aparat za umnožavanje, sanitetski materijal i veliku količinu municije. Odmah poslije toga je, zajedno s još dva pripadnika grupe, oteo ustaškog bojnika Dana Petranovića, načelnika za pozadinu Ministarstva oružanih snaga NDH. Petranović je u službenom automobilu otpremljen van Zagreba, prema Zaprešiću, i u šumi ubijen. Pored tih akcija, Janko Jutriša je izrađivao i dostavljao pečate za veliki broj političkih i vojnih organizacija NOP-a u Hrvatskom zagorju, a isto tako je uspješno falsificirao neprijateljska dokumenta. Također, među značajne uspjehe Jutriše i njegove grupe može se ubrojiti uništenje Šifrantskog odjeljenja u MINORS-u, 1943. Jutriša je organizirao i nekoliko novih grupa ilegalaca. Jedna je djelovala na aerodromu Borongaj, zbog dobavljanja većih količina benzina, a druga na Grmošćici, gdje se nalazila velika barutana, te su iz nje nabavljali oružje, municiju i eksploziv.

## Odlazak u partizane
Pošto se zbog svoje velike aktivnosti Josip Jutriša Janko već dosta kompromitirao, te je prijetila opasnost da bude otkriven, odlučeno je da s još nekim ilegalcima ode u partizane. U rujnu 1943. godine, Josip Jutriša odlazi u Zagorski partizanski odred, gdje pri Štabu 1. bataljona vrši dužnost operativnog oficira. Iste je godine primljen u Komunističku partiju. U Zagorskom partizanskom odredu Josip Jutriša se istakao u nizu akcija i bitaka. Tako je, jednom, sjeo u zarobljeni tenk i napao ustaško uporište u Ivancu, izazvavši među ustašama paniku[nedostaje izvor]. U ljeto 1944. godine postavljen je za komandanta bataljona u Zagorskom partizanskom odredu.

## Tragični kraj
Prilikom jedne bitke, 28. prosinca 1944. godine, Josip Jutriša Janko smrtno je ranjen kod crkve Sv. Tri kralja, kraj Tuheljskih Toplica. Prenesen je u Strmec, kraj Velikog Trgovišta, gdje je umro 30. prosinca 1944. godine.
Narodnim herojem proglašen je 9. veljače 1952. godine.